# Conte Cadogan
Conte Cadogan è un titolo nobiliare inglese nella Parìa di Gran Bretagna.

## Storia

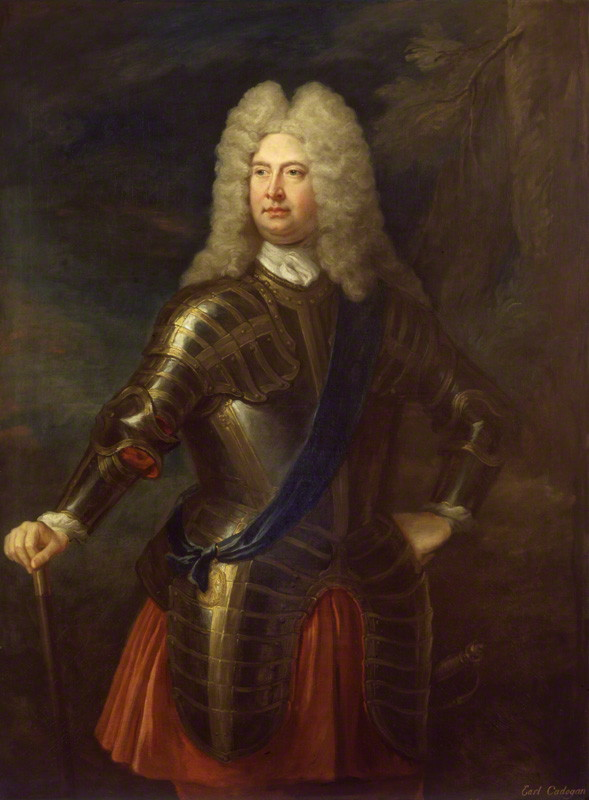
William Cadogan,
I conte Cadogan

Il titolo venne creato due volte nella Parìa di Gran Bretagna. La famiglia Cadogan discende dal maggiore William Cadogan, ufficiale di cavalleria dell'esercito di Oliver Cromwell. Suo figlio Henry Cadogan fu un noto avvocato di Dublino. Il figlio primogenito William Cadogan fu un noto militare, politico e diplomatico. Egli fu generale nell'esercito e combatté nella Guerra di successione spagnola e prestò servizio anche come Ambasciatore inglese nei Paesi Bassi e come Master-General of the Ordnance. Nel 1716 venne elevato alla Parìa di Gran Bretagna come Barone Cadogan, di Reading nella contea del Berkshire, con concessione ai suoi eredi maschi. Nel 1718 ottenne anche il titolo di Barone Cadogan, di Oakley nella contea di Buckingham, con possibilità in mancanza di eredi maschi che il titolo passasse a suo fratello minore Charles Cadogan ed ai suoi eredi maschi, oltre al titolo di Visconte Caversham, nella contea di Oxford, e Conte Cadogan, nella contea di Denbigh, sempre con trasmissibilità maschile. Questi titoli vennero creati tutti nella Parìa di Gran Bretagna.
Lord Cadogan ebbe due figlie ma nessun figlio maschio e pertanto alla sua morte nel 1726, tre titoli - la baronia del 1716, la vicecontea e la contea - si estinsero. Ad ogni modo egli venne succeduto nella baronia del 1718 da suo fratello Charles che divenne il II barone. Questi fu General of the Horse e rappresentò inoltre Reading e Newport alla Camera dei Comuni. Cadogan sposò Elizabeth, figlia secondogenita ed erede del noto fisico e collezionista Sir Hans Sloane, le cui collezioni furono la base per fondare nel 1753 il British Museum. Attraverso questo matrimonio la proprietà degli Sloane, la ex residenza reale di Chelsea Manor, in centro a Londra passò alla famiglia Cadogan. La tenuta (circa un kmq) venne poi urbanizzata con la creazione di strade e piazza dedicate alla famiglia stessa o a Sloane, ed è il centro della ricchezza familiare.
Suo figlio, il III barone, sedette come membro del parlamento per Cambridge e fu Master of the Mint. Nel 1800 la contea di Cadogan che già era stata di suo zio venne ripristinata ed egli fu creato pertanto Visconte Chelsea, nella contea del Middlesex, e Conte Cadogan. Questi titoli vennero creati nella Parìa di Gran Bretagna. Suo figlio minore, il III conte (che succedette al fratellastro nel 1832), fu ammiraglio della Royal Navy. Nel 1831, un anno prima di succedere alla contea, venne elevato nella Parìa del Regno Unito col titolo di Barone Oakley, di Caversham nella contea di Oxford. Venne succeduto dal figlio primogenito, il IV conte, il quale fu un politico conservatore e prestò servizio nel governo di Lord Derby e Benjamin Disraeli come pure fu Captain of the Yeomen of the Guard dal 1866 al 1868.
Il figlio primogenito, il V conte, fu un politico conservatore ed ebbe incarichi sotto i governi di Disraeli e di   Lord Salisbury come Sottosegretario di Stato per la Guerra, Sottosegretario di Stato per le Colonie, Lord Privy Seal e Lord Luogotenente d'Irlanda. Suo figlio secondogenito, Henry Cadogan, visconte Chelsea, erede apparente della contea dal 1878 al 1908, rappresentò Bury St Edmunds in parlamento tra le file dei conservatori, ma morì nel 1908, sette anni prima di suo padre. Il suo unico figlio, il visconte Chelsea, morì nel 1910 all'età di sette anni. Lord Cadogan venne quindi succeduto dall'unico figlio sopravvissutogli, il terzo, come VI conte. Attualmente i titoli sono nelle mani del binipote di quest'ultimo, l'IX conte, succeduto al padre nel 2023.
Molti altri membri della famiglia Cadogan hanno avuto ruoli importanti. Lady Sarah Cadogan, figlia del I conte della prima creazione del titolo, sposò Charles Lennox, II duca di Richmond, e fu madre delle famose sorelle Lennox (ed anche nonna di Charles James Fox). Sir George Cadogan, figlio secondogenito del terzo conte, fu generale d'esercito. Sir Alexander Cadogan, ottavo e ultimo figlio del V conte, fu un importante personaggio politico degli anni della seconda guerra mondiale.
I conti Cadogan sono ricchi proprietari terrieri con vasti possedimenti a Chelsea e nell'area di Knightsbridge, secondi solo al Duca di Westminster.
Il motto della famiglia è: "He who envies is the lesser man".
Nel 2000 hanno comprato un'ex chiesa a Chelsea (vicino alle loro proprietà) per trasformarla nell'attuale Cadogan Hall per dare una degna sede alla prestigiosa Royal Philharmonic Orchestra ed è il simbolo del loro mecenatismo.

## Conti Cadogan, I creazione (1718)
- William Cadogan, I conte Cadogan (1672–1726)

## Baroni Cadogan (1718)
- William Cadogan, I conte Cadogan, I barone Cadogan (1672–1726)
- Charles Cadogan, II barone Cadogan (1685–1776)
- Charles Sloane Cadogan, III barone Cadogan (1728–1807) (creato Conte Cadogan nel 1800)

## Conti Cadogan, II creazione (1800)
- Charles Sloane Cadogan, I conte Cadogan (1728–1807)
- Charles Henry Sloane Cadogan, II conte Cadogan (1749–1832)
- George Cadogan, III conte Cadogan (1783–1864)
- Henry Charles Cadogan, IV conte Cadogan (1812–1873)
- George Henry Cadogan, V conte Cadogan (1840–1915)
- Gerald Oakley Cadogan, VI conte Cadogan (1869–1933)
- William Gerald Charles Cadogan, VII conte Cadogan (1914–1997)
- Charles Gerald John Cadogan, VIII conte Cadogan (1937–2023)
- Edward Charles Cadogan, IX conte Cadogan (n. 1966)

L'erede apparente è il figlio dell'attuale detentore del titolo, George Edward Charles Diether Cadogan, visconte Chelsea (n. 1995).